# محمد أحمد الخطيب
محمد أحمد الخطيب عميد كلية الشريعة في الجامعة الأردنية، مواليد 1951م في إربد - الأردن، حاصل على دكتوراه في العقيدة والمذاهب المعاصرة من كلية أصول الدين – جامعة الإمام محمد بن سعود الإسلامية – الرياض عام 1982.
له العديد من الكتب والأبحاث، وشارك ببحوث وأوراق عمل في عدد من المؤتمرات داخل الأردن وخارجها، كماأشرف على الكثير من رسائل الماجستير والدكتوراه.

## دراسته
حصل محمد أحمد الخطيب على درجة الدكتوراة في العقيدة والمذاهب المعاصرة من كلية أصول الدين/ جامعة الإمام محمد بن سعود الإسلامية/ الرياض 1983م.
وكان قد حصل على درجة الماجستير في العقيدة والمذاهب المعاصرة من كلية أصول الدين/ جامعة الإمام محمد بن سعود الإسلامية/ الرياض 1980م.
حصل على درجة البكالوريوس في الشريعة الإسلامية من كلية الشريعة/ الجامعة الأردنية 1974م.

## وظائف تقلدها
عمل أكاديميا في عدة جامعات أردنية: 
- عميد كلية الشريعة في الجامعة الأردنية مند عام 2013 وحتى الآن (في 2015م).
- رئيس قسم أصول الدين في الجامعة الأردنية بين الأعوام 2006-2013م.
- أستاذ مشارك في كلية الشريعة في جامعة اليرموك في أربد 2001م – 2002م
- عميد لكلية الشريعة في جامعة الزرقاء الأهلية في الأردن عام 1998-1999.
- أستاذ مشارك في كلية الشريعة جامعة قطر بين الأعوام 1995-1998.
- نائب لعميد كلية الشريعة في الجامعة الأردنية 1994-1995.
- رئيس لقسم العقيدة والدعوة في كلية الشريعة في الجامعة الأردنية 1989-1992.
- مساعد لعميد كلية الشريعة من عام 1986-1989.
- عضو لهيئة تحرير هدي الإسلام التابعة لوزارة الأوقاف لمدة سنتين.
- عضو مجلس إدارة مركز تأهيل الأئمة والوعاظ لمدة ثلاث سنوات.
- عضو مجلس كلية الدراسات العليا، الجامعة الأردنية.
- رئيس لجنة الدراسات العليا، قسم أصول الدين، كلية الشريعة في الجامعة الأردنية.[1]

## مؤلفات
له عدة كتب وأبحاث نشرت في مجلات أكاديمية، بعضها اعتمد كمقررات دراسية في الجامعات، ومن كتبه المطبوعة:
- كتاب الحركات الباطنية في العالم الإسلامي، عقائدها وحكم الإسلام فيها عام 1983م.[3]
- كتاب عقيدة الدروز 1980م.[3]
- كتاب الفرق الإسلامية، الذي أصدرته جامعة القدس المفتوحة 1995م.
- كتاب مقارنة الأديان 2006م.[3]
- الوحدة الرابعة من كتاب العقيدة الإسلامية (1) «الكتب السماوية» والذي أصدرته جامعة القدس المفتوحة 1983م.
- الوحدة الرابعة من كتاب العقيدة الإسلامية (2) «اليوم الآخر» والذي أصدرته جامعة القدس المفتوحة 1994م.
- كتاب دراسات في العقيدة الإسلامية (طبع عشرة طبعات).
- كتاب أديان وفرق/ بالاشتراك مع آخرين.
- العقيدة الإسلامية/ بالاشتراك مع آخرين، قدم إلى وزارة الأوقاف لتدريسه في المعهد الشرعي.[1]

## أهم المؤتمرات التي ساهم في إعدادها
شارك في العديد من المؤتمرات في عدة بلدان، قدم فيها بحوثا وأوراق عمل، من أبرزها:
- مؤتمر تدريس العلماء ودورهم في نهضة الأمة عمان 2002.
- مؤتمر وسطية الإسلام بين الفكر والممارسة – الذي عقده منتدى الوسطية في عمان في حزيران 2004.
- مؤتمر الدور العملي لتيار الوسطية في الإصلاح ونهضة الأمة في نيسان 2006.
- مؤتمر (نحو إسهام عربي إسلامي في الحضارة الإنسانية المعاصرة) في عمان من 8-10 أيلول 2007.
- مؤتمر نحو مشروع نهضوي إسلامي، في عمان الأردن 16-18/11/2008م.
- مؤتمر دور الإعلام في تعزيز ثقافة الوسطية، طرابلس لبنان 20-22/2/2009م.[1][2]